# マーティン (タレント)
マーティン（Martin、1995年4月6日 - ）は、日本のタレント。TWIN PLANET ENTERTAINMENT所属。本名はマーティン・アドラー・オーウェンス。神奈川県平塚市出身。

## 概要
アメリカ人の父と日本人の母・ミム子との間にアメリカ合衆国・カリフォルニア州で生まれ、3歳のときに母の故郷である神奈川県平塚市へ転居。平塚市立港小学校、平塚市立太洋中学校、神奈川県立大磯高等学校出身。
日本のために汗をかくことをテーマにした外国人ハーフモデルによるインバウンドグループ「ASE BOUND(アセバウンド)」 のリーダーを務めている。
2019年4月より日本テレビ系列『ZIP!』のコーナー「日本全国朝ごはんジャーニー（2020年3月末まで）」、「日本全国うまいもんジャーニー（2020年4月より）」、「日本全国うまいもんジャーニー おかわり！（2022年３月まで）」（「MOCO'Sキッチン」の後のコーナー）の担当としてレギュラー出演。

## 人物
趣味はDVD、漫画集め。特技は長距離運転。言語は日本語しか話せない。

## 出演

### 現在
- 『ZIP! 』（2019年4月、日本テレビ） - レギュラー出演

「いただきます!日本全国朝ごはんジャーニー」（2019年4月1日 - 2020年3月27日)
「いただきます!日本全国うまいもんジャーニー」（2020年3月30日 - 2021年3月25日)
「日本全国うまいもんジャーニーおかわり!」（2021年3月29日 - 2022年2月25日)
衣装はZIP!のイメージカラーである水色基調に白い雲がデザインされている上下ジャージ（朝ごはん）、オーバーオール（うまいもん）。
- まる得マガジン (2022年1月31日 -、NHK Eテレ)

### 過去
- 『水曜日のダウンタウン』不思議ちゃん企画（2018年8月、TBSテレビ） - 出演
- 『カエル王子といもむしヘンリー』（2018年10月〜12月、TOKYO MX） - 出演
- 「ベストアーティスト2019」（2019年11月、日本テレビ） - 出演
- 24時間テレビ 愛は地球を救う43 (2020年8月23日、日本テレビ) - 「ZIP! in 24時間テレビ every.藤井と朝の顔大集結SP」出演
- THE MUSIC DAY 音楽は止まらない (2021年7月3日、日本テレビ) - 出演
- 24時間テレビ 愛は地球を救う44 (2021年8月22日、日本テレビ)  - 「ZIP! in 24時間テレビ」出演

### WEBテレビ
- 『遅刻は許さへん！胸キュン甲子園 #1』（2019年4月、dTV） - 出演
- 『BEAUTINISTA TV』（2018年、BEAUTINISTA TV） - 出演

### 雑誌
- HONEY（2018年、12月号）
- 月刊TVnavi (2019年、6月号)
- タウンニュース 平塚版 (2019年、7月号)
- BLENDA (2021年、1月号)

### モデル
- Huber×JR東日本 仙台観光ガイドブック メンズモデル
- T-SHIRT TUNE メンズモデル
- Kutir Blackモデル

### CM
- HONDA WEB CM
- d払い×ZIP! CM
- アルペン「TIGORA SMART」CM
- 3Dドリームアーツペン CM
- SCJhonson×ZIP! CM (2020年)

## ディスコグラフィー

### シングル
- いろいろマーティン！ (2020年4月10日)